# Dudley Grand Prix
Le Dudley Grand Prix est une course cycliste britannique disputée à Dudley, dans le comté du Midlands de l'Ouest. Créée en 2023, cette compétition fait partie du calendrier du British Cycling National Circuit Series. Elle comprend plusieurs épreuves pour les hommes et les femmes,. 
La course se déroule sur un circuit décrit comme rapide, technique et sinueux,. D'une longueur d'environ 1,4km, il est parcouru à plusieurs reprises.

## Palmarès

### Hommes
| Année | Vainqueur       | Deuxième     | Troisième       |
| ----- | --------------- | ------------ | --------------- |
| 2023  | Jim Brown       | Matthew Fox  | William Roberts |
| 2024  | Matthew Bostock | Rhys Britton | Robert Scott    |

### Femmes
| Année | Vainqueur   | Deuxième     | Troisième    |
| ----- | ----------- | ------------ | ------------ |
| 2023  | Lucy Glover | Emily Proud  | Lucy Lee     |
| 2024  | Eilidh Shaw | Frankie Hall | Jenny Powell |